# Dropík australský
Dropík australský (Pedionomus torquatus) je dlouhokřídlý pták, australský endemit, který představuje jediného zástupce rodu dropík (Pedionomus) a čeledi dropíkovití (Pedionomidae). Jedná se o vzácného ptáka, žijícího na zemi a obývajícího přirozeně řídké travní porosty.

## Systematika
Až někdy do 80. let 20. století byla čeleď dropíkovitých řazena ke krátkokřídlým a teprve na základě detailních osteologických a anatomických studií byl dropík australský přeřazen k dlouhokřídlým (Olson & Steadman (1981), Sibley & Monroe (1990)).
Dropík australský je jediným zástupcem rodu dropík (Pedionomus) a čeledi dropíkovití (Pedionomidae). Nejbližšími příbuznými jsou patrně písečníkovití (Thinocoridae) z Jižní Ameriky, což by ukazovalo na to, že dropík je představitelem prastaré linie ptáků z Gondwany, která se vydělila do samostatné linie po oddělení Austrálie z tohoto prastarého kontinentu před cirka 60 miliony lety.

## Rozšíření a populace
Dropík je endemických k Austrálii. Vyskytuje se pouze v jihovýchodní části země, konkrétně ve středozápadní Victorii, severovýchodní Jižní Austrálii, jižním Novém Jižním Walesu v oblasti Riveriny a ve středozápadním Queenslandu. Habitat druhu tvoří přirozeně řídké, krátké travní porosty.
Odhadnout celkový počet dropíků je velmi složité, protože populační trend je prostorově i časově přirozeně velmi dynamický. Dropíci mohou žít usedavým způsobem života po spoustu let, pokud je jejich aktuální habitat vhodný pro život. V době sucha, kdy se jejich biotop může rychle stát neobyvatelným, se však najednou mohou rozhodnout migrovat do příhodnějších částí Austrálie. Ještě v roce 2002 byla populační dynamika druhu odhadována na 5500–7000 jedinců v letech, kdy jsou životní podmínky příhodné, a na 2000 jedinců v době sucha. V roce 2020 se však celkový počet dropíků odhadoval již mnohem pesimističtěji na posledních 100–500 jedinců. Mezinárodní svaz ochrany přírody byl proto v roce 2022 v odhadu populace extrémně opatrný a udával její velikost na 250–5000 dospělých jedinců s tím, že tyto odhady zahrnují i přirozeně kolísavou dynamičnost populace.

## Popis

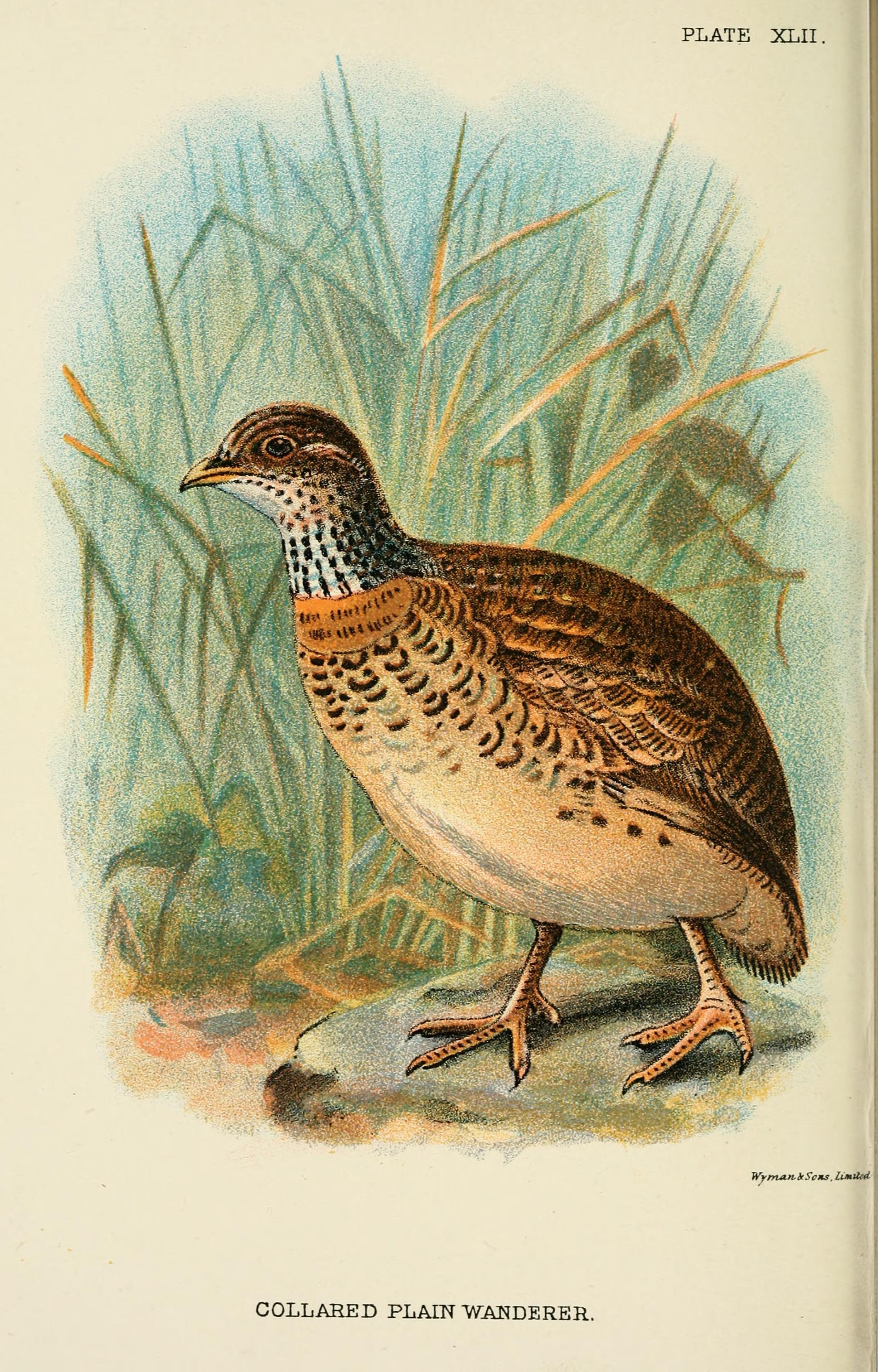
Ilustrace samice dropíka australského

Dropíci svým vzezřením silně připomínají křepelky. Samci dropíků dosahují výšky 15 cm, samice 17 cm. Samec váží kolem 40–80 g, samice 55–95 g. Rozpětí křídel je 28–36 cm. Kryptické opeření hraje různými odstíny hnědých až hnědavě rezavých barev s přimíchanou černou a bílou. Duhovy jsou krémově bílé. Krátký zobák je bledě žlutý, nohy jsou krémově žluté s hnědými drápy. Samice mívá podobné opeření jako samec, avšak jejich spodina bývá světlejší a kolem krku se nachází výrazný černobíle strakatý límec s jasnou kaštanovou náprsenkou na horní straně hrudi, která se v době hnízdění barví do žluté či oranžové barvy.

## Biologie
Jedná se o při zemi žijící noční ptáky. Přes den spí v mělkých důlcích, na kterých jsou díky svému kryptickému opeření jen extrémně těžce zahlédnutí. V noci se vydávají za potravou, kterou představují semena, bezobratlí a různé druhy trav. Semena a trávy tvoří až 60 % jídelníčku druhu, zatímco bezobratlí kolem 40 %. K jejich protipredátorské strategii patří zamrznutí na místě, což dobře funguje hlavně pro dravé ptáky, kteří loví pomocí zraku.

### Hnízdění
Průměrné domovské okrsky dropíků měří kolem 12 ha. Když se utvoří pár, větší samice brání teritorium proti všem vetřelcům. Hnízdo představuje mělký důlek na zemi vystlaný listy trav. Velikost snůšky je 2–5, nejčastěji 4 vejce. Po snesení vajec samice typicky opustí svou budoucí rodinu a jde si hledat dalšího samce, se kterým by zahnízdila. Veškerou inkubaci i rodičovskou péči totiž zajišťuje samec. Hnízdní úspěšnost je silně vázána na podnebí. V době sucha se může blížit nule, v době vhodných podmínek samice běžně snáší dvě snůšky se dvěma samci.

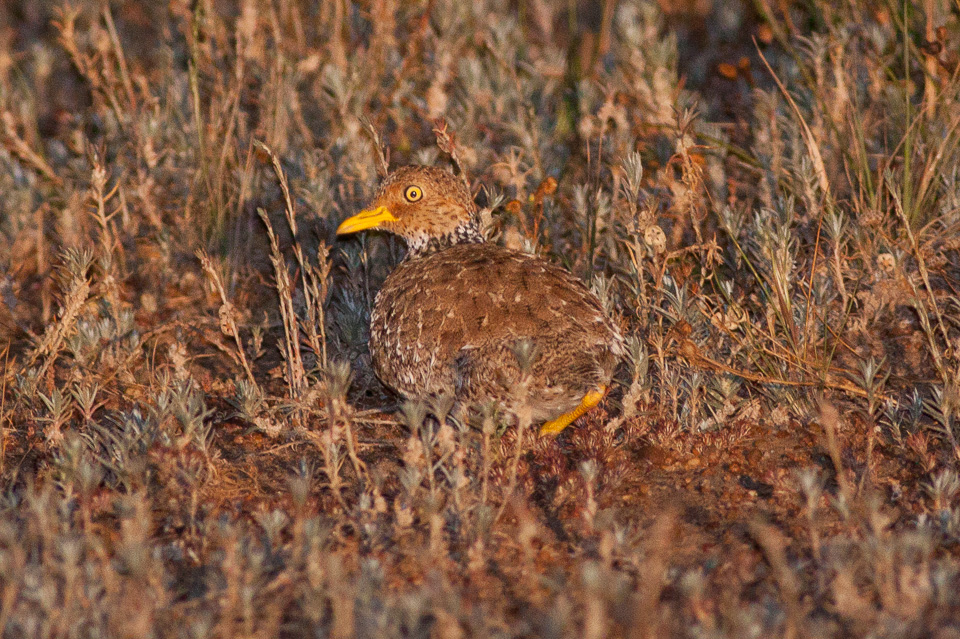
Dropík v přirozeném prostředí řídkých travních porostů Austrálie

## Ohrožení a ochrana
I přes těžko vypočitatelný stav populace se zdá, že populační trend druhu je klesající, pročež je hodnocen jako ohrožený taxon (mezi lety 2017–2019 byl dokonce považován za kriticky ohrožený). Hlavní ohrožení druhu představuje degradace habitatu, který byl z velké část přeměněn na pastviny pro dobytek nebo zemědělská pole. Dropíci mají totiž extrémně vysoké nároky na svůj habitat – mají rádi travní porosty, avšak pokud je tráva příliš hustá, špatně se jim hledá potrava a dropíci oblast opustí. Pokud je tráva zase příliš řídká, dropící opouští oblast také.
K ochranným opatřením druhu patří hlavně intenzivní výzkum populace, zlepšení managementu půdy zemědělců a farmářů nebo vzdělávací programy pro místní komunity. Záchraně druhu pomáhá i program na odchov mláďat v zajetí a jejich následné vypuštění do volné přírody.